# Jocs Sud-americans de Platja del 2017
Els Jocs Sud-americans de Platja del 2017, organitzats per l'ODESUR, es disputaran al Perú el 2017. Estava previst que es duguessin a terme entre el 4 de desembre i el 13 de desembre del 2015, però foren ajornats per la manca de pressupost per a la infraestructura esportiva i la presència del fenomen d'El Niño. Al desembre del 2015 es decidí postergar-los, per a realitzar-los entre el 3 i el 12 de febrer del 2017, perquè l'anterior data se era propera a la dels III Juegos Bolivarianos de Playa que se realitzarán a Iquique, Xile. L'Organització Esportiva Sud-americana (ODESUR) va elegir per unanimitat el Perú durant l'assemblea general de l'organització celebrada a Lima el 2013.
| Equips participants | Equips participants | Equips participants | Equips participants |
| ------------------- | ------------------- | ------------------- | ------------------- |
| Aruba               | Argentina           | Bolívia             | Brasil              |
| Xile                | Colòmbia            | Equador             | Guyana              |
| Panamà              | Paraguai            | Perú                | Surinam             |
| Uruguai             | Veneçuela           |                     |                     |

## Esports
- Handbol platja
- Futbol platja
- Canotatge de mar
- Esquí nàutic
- Natació en aigües obertes
- Rem de mar
- Rugbi platja
- Surf
- Tenis de platja
- Triatló
- Vela
- Voleibol platja